# Thông năm lá rủ
Thông năm lá rủ, tên khoa học Pinus cernua, là một loài thông được tìm thấy ở Sơn La, Việt Nam và Hủa Phăn, Lào. Cho đến năm 2013, mẫu vật loài này từ Sơn La vẫn bị nhận nhầm là Thông trắng Trung Quốc (Pinus armandii) hoặc Thông trắng Hải Nam (Pinus fenzeliana). Mẫu vật năm 2013 tại Lào đã được công nhận là loài mới, công bố trên tạp chí Nordic Journal ngày 9/2/2014. Việc phát hiện Pinus cernua được đánh giá là một phát hiện ấn tượng năm 2014 của khoa học Việt Nam.